# حسن کرمانی
حسن کرمانی از هنرمندان نامی، شاعر و خوشنویس صاحب‌نام در خط شکسته در قرن یازدهم هجری است. او از استادان پیشگام در این خط به‌شمار می‌آید و درویش عبدالمجید با همه مهارت و استادی، مدتی از روی خطوط او مشق می‌کرده و او را استاد خوانده است.
از معاصرین محمدشفیع هروی حسینی معروف به «شفیعا» بود و خود را از شاگردان وی خطاب کرده است. وی مدت‌ها به وزارت گرجستان مامور بوده و باز به کرمان بازگشت و اکثر اوقات را صرف سرودن اشعار می‌کرد. میرزا حسن در همان جا زیست تا زندگی را بدورد گفت.
علیقلی بن محمدعلی واله داغستانی معروف به واله در ریاض الشعرا آورده است که میرزا حسن شاعر بود و غیور تخلص می‌کرد. در مقدمات علمیه و شعر و انشاء و سیاق و صنایع لطیفه غریبه، دستی قوی داشت. تاریخ وفاتش را معلوم نکرده‌اند ولی مدتی پس از مرگ شفیعا در قید حیات بوده و به طور قطع تا سال ۱۰۸۶ هجری زنده بوده است.

## آثار
از آثار او: "مثنوی فی علم السیاق"؛ "دیوان" شعر.
از خطوط او: یک نسخه "گلشن راز" شبستری، به قلم کتابت خفی خوش، با رقم: "کتبه العبدالحقیر حسن الکرمانی فی سنه ۱۰۶۸"؛ یک قطعه به قلم نیم دودانگ عالی، با رقم: "... الفقیر میرزا حسن به تاریخ شهر شعبان یک هزار و هشتاد و شش ۱۰۸۶ هجری"